# Маклаут (Канзас)
Маклаут (енгл. McLouth) град је у америчкој савезној држави Канзас.

## Демографија
По попису из 2010. године број становника је 880, што је 12 (1,4%) становника више него 2000. године.
| Група             | 2000.       | 2010.       |
| Белци             | 836 (96,3%) | 835 (94,9%) |
| Афроамериканци    | 2 (0,2%)    | 7 (0,8%)    |
| Азијати           | 1 (0,1%)    | 3 (0,3%)    |
| Хиспаноамериканци | 8 (0,9%)    | 10 (1,1%)   |
| Укупно            | 868         | 880         |